# Tullio Dandolo
Tullio Dandolo (Varese, 2 settembre 1801 – Urbino, 16 aprile 1870) è stato uno scrittore, storico, filosofo e patriota italiano aderente al movimento del neoguelfismo.

## Biografia
Dandolo nacque a Varese il 2 settembre 1801 da Mariana Grossi e dallo scienziato e patriota Vincenzo Dandolo (1758-1819). Questi, nel 1797, era esponente della Municipalità provvisoria di Venezia, ma dopo il trattato di Campoformio, con il quale si sancì la fine della Repubblica, dovette esulare in Francia. Venne in seguito nominato da Napoleone senatore del Regno italico e conte. Dal 1806 al 1809 fu anche governatore civile della Dalmazia. Il piccolo Tullio passò quindi un'infanzia assai agitata; fu cresciuto da una "cameriera disattenta" e poi sballottato per vari collegi.
A 19 anni si laureò all'Università degli Studi di Pavia in Diritto civile e canonico (utroque iure).
Dopo la morte del padre nel 1819, passò alcuni anni (dal 1821 al '23) girando per l'Europa e conducendo una vita mondana. In questo periodo venne a contatto con illustri personalità culturali politiche dell'epoca. Venne sospettato dal governo austriaco di aver partecipato alle congiure degli anni precedenti, e per questo fatto rientrare in modo coatto in Italia (senza tuttavia essere perseguitato).
In Italia, dopo essersi dedicato ampiamente a studi letterari e storici, sposò Giulietta, sorella di Gaetano Bargnani; uno dei futuri cospiratori mazziniani. Dalla moglie ebbe due figli, Enrico ed Emilio. Nel 1835 rimase vedovo e affidò ad un amico di famiglia i figli, pur intervenendo continuamente nella loro formazione.
Nel 1844 si sposò in seconde nozze con la contessa Ermellina Maselli, da cui ebbe altri due figli, Maria (1848-1871) e Enrico II (1850-1904).
I primi due, Enrico ed Emilio presero parte alle Cinque giornate e ad altre operazioni belliche e lo stesso Tullio fu nel '48 uno dei principali autori della rivoluzione e capo della rivolta varesina di marzo (scoppiata in concomitanza con quella di Milano), ma nel '49 a Roma, durante la difesa della repubblica di Mazzini, Enrico morì ed Emilio rimase gravemente ferito. Questo evento toccò molto Tullio che tuttavia, pur dovendosi prendere cure molto onerose del superstite, avrebbe continuato comunque i suoi studi letterari. Sui due figli (di cui il secondo morì poco più tardi), raccolse un gran numero di documenti, memorie e storie per poi pubblicarle nel libro Lo spirito della imitazione di Gesù Cristo esposto e raccomandato da un padre ai suoi figli adolescenti (corrisp. di lettere famigliari). Ricordi biografici dell'adolescenza d'Enrico e d'Emilio Dandolo, Milano 1862.
Morì ad Urbino il 16 aprile 1870.

## Attività letteraria
Dandolo venne sempre ignorato dai letterati, all'epoca come oggi, tanto da non apparire nel Dizionario del Risorgimento  di Michele Rosi e neanche nella dura critica di Benedetto Croce agli "sviati della scuola cattolico liberale" ossia i neoguelfi di cui faceva parte. Un letterato che fece delle critiche alla sua attività fu Niccolò Tommaseo, ma risultò essere piuttosto duro ed aspro, tanto da scrivere: "Tullio ... fin da giovane scarabocchiò librettucci compilati o piuttosto arruffati: né di quelli che scrisse dal venticinque al cinquantacinque sapresti quale sia il più decrepito e il più puerile. Ma fece due opere buone, un figliolo che morì valentemente in Roma assediata da Galli vendicatori delle oche; e un altro che scrisse la storia, e direi quasi la vita della Legione Lombarda capitanata da Luciano Manara, libro di senno virile e d'affetto pio...".
I suoi scritti trattano gli argomenti più vari: dalla pedagogia all'autobiografia, da quelli di carattere storico a quelli religiosi. Molti di essi sono schizzi letterari e filosofici o riguardano descrizioni di viaggi, città e monumenti.
Inoltre, scrisse molto intorno alla storia antica, alla nascita del Cristianesimo, al Medioevo e al Rinascimento, pubblicando anche molti discorsi e documenti inediti. Più che ad un contributo critico, mirava a dare un'informazione non faziosa per una migliore conoscenza del passato.
Questi suoi scritti storici sono molto diversi fra di loro: in alcuni predilige uno stile aulico, mentre in altri un tono popolare e facile; trattando ora gli argomenti con approssimazione ed ora dando al racconto la coinvolgenza di un romanzo.

## Opere
Tra le molte opere si segnalano:
- Lettere su Roma e Napoli, Milano 1826;
- Lettere su Firenze, ibid. 1827 e Torino 1830;
- Saggio di lettere sulla Svizzera. Il Cantone de' Grigioni, Milano 1829;
- Prospetto della Svizzera, ossia ragionamenti da servire d'introduzione alle lettere sulla Svizzera, ibid. 1832, voll. 2;
- La Svizzera considerata nelle sue vaghezze pittoresche, nella storia, nelle leggi e ne' costumi. Lettere, ibid. 1829-1834, voll. 10;
- Lettere su Venezia, 2 edizioni, ibid. 1834;
- Studii sul secolo di Pericle, ibid. 1836, voll. 2;
- Schizzi di costumi, ibid. 1836;
- Studii sul secolo d'Augusto, ibid. 1837;
- Semplicità o rapidi cenni sulla letteratura e sulle arti, in Album storico poetico morale, compilato per cura di V. de Castro, Padova 1837, I, pp. 1–15;
- Reminiscenze e fantasie. Schizzi letterari, Peregrinazioni. Schizzi artistici e filosofici, Torino 1841, voll. 3;
- Roma e l'Impero sino a Marco Aurelio. Studi, Milano 1842-1843, voll. 6;
- Firenze sino alla caduta della Repubblica, ibid. 1843;
- Il Medio Evo elvetico (secc. XIV e XV). Racconti e leggende, ibid. 1844;
- La Svizzera pittoresca, o corse per le Alpi e pel Jura a commentario del Medio Evo elvetico, ibid. 1846;
- I secoli dei due sommi italiani Dante e Colombo, ibid. 1852;
- Il Settentrione dell'Europa e dell'America nel secolo passato sin 1789, ibid. 1853, voll. 2;
- L'Italia nel secolo passato sin 1789, ibid. 1853;
- Il Cristianesimo nascente, ibid. 1854;
- La Signora di Monza. Le streghe del Tirolo. Processi famosi del secolo decimosettimo per la prima volta cavati dalle filze originali, ibid. 1855 (rist. anast., Milano 1967);
- Il pensiero pagano ai giorni dell'Impero. Studii, ibid. 1855, voll. 2;
- Il pensiero cristiano ai giorni dell'Impero. Studii, ibid. 1855;
- Il pensiero pagano e cristiano ai giorni dell'Impero. Studii, ibid. 1855, vol. 3;
- Monachesimo e leggende. Saggi storici, ibid. 1856, voll. 2;
- Roma e i papi. Studi storici, filosofici, letterari ed artistici, ibid. 1857, voll. 5;
- Il secolo di Leone Decimo. Studii, ibid. 1861, voll. 4;
- Lo spirito della imitazione di Gesù Cristo esposto e raccomandato da un padre ai suoi figli adolescenti (corrisp. di lettere famigliari). Ricordi biografici dell'adolescenza d'Enrico e d'Emilio Dandolo, Milano 1862;
- La Francia nel secolo passato, ibid. 1862, voll. 2;
- Corse estive nel Golfo della Spezia, ibid. 1863;
- Il secolo decimosettimo, ibid. 1864, voll. 4;
- Ragionamenti preliminari ed indici ragionati degli studi del conte Tullio Dandolo su Roma pagana e Roma cristiana pubblicati ad annunzio e prospetto dell'opera, Assisi 1865 (estr. da Stella dell'Umbria, s. d.);
- Ricordi di Tullio Dandolo, secondo periodo. 1521-23. Lettera a D. Sensi. Indice della materia, Assisi 1867;
- Ricordi, primo e secondo periodo. 1801-23, ibid. 1868, voll. 2;
- Ricordi inediti di G. Morone gran cancelliere dell'ultimo duca di Milano..., 1520-30, a cura del D., Milano 1855 (2 ed., ibid. 1859);
- Alcuni brani delle storie patrie di Giuseppe Ripamonti per la prima volta tradotti dall'originale latino dal conte T. Dandolo, ibid. 1856;
- Antoine François Félix Roselly de Lorgues, Cristoforo Colombo. Storia della sua vita e dei suoi viaggi sull'appoggio di documenti autentici raccolti in Ispagna ed in Italia, traduzione di Tullio Dandolo, 2 voll., Milano, presso Volpato e comp. editori, 1857  [1856].
- Il potere politico cristiano. Discorsi pronunciati dal Ventura di Raulica P. R. P., a cura del Dandolo, Milano 1858;
- Alessandro Verri, Vicende memorabili dal 1789 al 1801, a cura di Tullio Dandolo, precedute da una Vita del medesimo di Giovanni Antonio Maggi, Milano, Tipografia Guglielmini, 1858.